# Carl Johan Hartman
Carl Johan Hartman, auch Karl Johan Hartman, (* 14. April 1790 in Gävle; † 28. August 1849 in Stockholm) war ein schwedischer Arzt und Botaniker. Sein offizielles botanisches Autorenkürzel lautet „Hartm.“

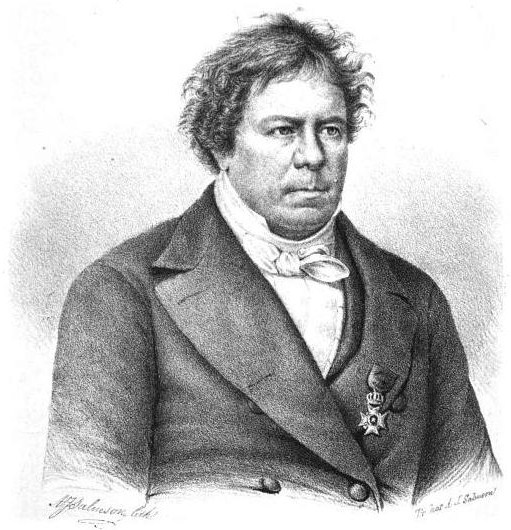
Carl Johan Hartman

Hartman studierte in Uppsala und war hauptberuflich Arzt zunächst in Ulriksdal, ab 1828 in Eskilstuna und ab 1833 in Gävle (Provinzialarzt). Er war auch ein bekannter Botaniker und schrieb ein Handbuch der Flora von Skandinavien sowie populärwissenschaftliche Bücher und ein Hausarzt-Buch.
Sein Sohn Carl Hartman (1824–1884) war auch Botaniker.
Hartmans Segge ist ihm zu Ehren benannt.

## Schriften
- Handbok i Skandinaviens flora, 1820, 5. Auflage 1849 (spätere Auflagen, so die 11. von 1879, von seinem Sohn herausgegeben)
- Utkast till botanologien, 1843
- Svensk och norsk excusionsflora, 1846
- Utkast till populär naturkunnighet, 1836
- Husläkaren, 1828, 6. Auflage herausgegeben von O. F. Hallin 1872